# アル・リワー
アル・リワー・クラブ（英語: Al-Lewaa Club, アラビア語: نادي اللواء）は、サウジアラビアのバクアーをホームタウンとする、サウジ・セカンドディヴィジョンリーグに加盟するプロサッカークラブである。

## タイトル

### 国内タイトル
- なし

### 国際タイトル
- なし

## 歴代監督
- サウド・アル＝マシャーン 2023-